# サム・リーゲル
サム・リーゲル （Sam Riegel、1976年10月9日 -） は、アメリカ合衆国の男性声優、音響監督、脚本家、元子役。フルネームはサミュエル・ブレント・オスカー・リーゲル(Samuel Brent Oscar Riegel)。別名はサム・リーガル(Sam Regal)。腹違いの姉は編集技師のタティアーナ・S・リーゲル。妹は女優、声優のエデン・リーゲル。

## 概要
ワシントンD.C.出身。ニューヨーク育ち。ジョン・F・ケネディ・センターで上演された舞台『レ・ミゼラブル 』のガヴローシュ役で子役としてデビュー。
1999年にバージニア大学でメディアの学位を取得し卒業後ニューユークに戻り、現在はカリフォルニア州に在住。
大学在学中にロブ・ブラットと出会い、リーガル&ブラットとしてともにコメディ作品の製作に携わっている。

## 受賞・ノミネート歴
- 2002年ヒューストン国際映画祭ブロンズ賞・メディカル / ヘルス / フィットネス受賞『Semmelweis』（プロデューサー）[4]
- 2009年デイタイム・エミー賞ニュー・アプローチ・イン・デイタイム・エンターテイメント部門候補『Imaginary Bitches』（脚本）[4]

## 参加作品

### テレビアニメ（出演）
2001年
- 遊☆戯☆王デュエルモンスターズ（ダイナソー竜崎（初代））

2003年
- ミュータント タートルズ（ドナテロ）

2004年
- 妄想代理人
- グレネーダー（虎島弥次郎）

2005年
- 金色のガッシュベル!!
- ジャッキー・チェン・アドベンチャー（ジミー）
- スクラップド・プリンセス（兵士）
- DearS（及川彦郎）
- 光と水のダフネ（チャン）
- NARUTO -ナルト-

2006年
- BLEACH（一之瀬真樹）
- BOYS BE…（神崎恭一）

2007年
- アイシールド21（初條薫）
- ザ・サード 〜蒼い瞳の少女〜
- 涼宮ハルヒの憂鬱（谷口、大森栄二郎）
- デジモンセイバーズ（クダモン）
- To Heart

2008年
- コードギアス 反逆のルルーシュ（クロヴィス・ラ・ブリタニア、クラウディオ・S・ダールトン）
- コードギアス 反逆のルルーシュR2（クラウディオ・S・ダールトン）
- 天元突破グレンラガン（ヴィラル）
- 武装錬金（円山円）
- BLUE DRAGON（ジーロ）
- らき☆すた（白石みのる、モブキャラ）

2009年
- Teenage Mutant Ninja Turtles: Turtles Forever（ドナテロ）
- MONSTER（ペーター）

2010年
- 涼宮ハルヒの憂鬱（2009年版）（谷口）
- 戦国BASARA（毛利元就）

2011年
- ウルヴァリン（スクラップ工場の男3）
- デュラララ!!（滝口亮、アイザック·ディアン）

2012年
- 戦国BASARA弐（毛利元就 ）
- トロン：ライジング
- ぬらりひょんの孫（清十字清継）
- ブレイド（イケダ）
- ペルソナ4（クマ）
- 輪廻のラグランジェ（ダノン・シ・アレイ）

2013年
- 青の祓魔師（メフィスト・フェレス）
- ちいさなプリンセス ソフィア（リス）
- なんだかんだワンダー（オーサム皇帝、ウォッチドッグ）
- マギ The labyrinth of magic（スパルトス）

2014年
- キルラキル（鈴木）
- ぬらりひょんの孫 千年魔京（清十字清継）
- マギ（アブマド・サルージャ、ドルジ）

2015年
- 長門有希ちゃんの消失（谷口）
- マギ The kingdom of magic（スパルトス）

2016年
- ちいさなプリンセス ソフィア（御者）

### 劇場アニメ（出演）
2006年
- 機動警察パトレイバー the Movie（太田功）※バンダイビジュアルUSA版
- 機動警察パトレイバー 2 the Movie（太田功）※バンダイビジュアルUSA版

2007年
- 劇場版 NARUTO -ナルト- 大活劇!雪姫忍法帖だってばよ!!（助監督）

2008年
- 劇場版 NARUTO -ナルト- 大興奮!みかづき島のアニマル騒動だってばよ（近衛兵）

2010年
- 涼宮ハルヒの消失（谷口）

2011年
- REDLINE（三木）

2013年
- 青の祓魔師 ―劇場版―（メフィスト・フェレス）
- Zambezia（ハリケーンズ）

### OVA（出演）
2004年
- ここはグリーン・ウッド（小泉典馬）

2008年
- AIKa R-16:VIRGIN MISSION（ガスト）
- 撲殺天使ドクロちゃん（宮本広志）
- 撲殺天使ドクロちゃん2（宮本広志）

2012年
- HELLSING（傭兵）

### Webアニメ（出演）
2011年
- 涼宮ハルヒちゃんの憂鬱（谷口）
- にょろーん ちゅるやさん（谷口）

### ゲーム （出演）
2006年
- GOD HAND（アゼル、メラン、ラヴェル）
- テイルズ オブ ジ アビス（リッド・ハーシェル）

2007年
- エースコンバット6 解放への戦火（マーカス・ランパート）
- テイルズ オブ ザ ワールド レディアント マイソロジー（リッド・ハーシェル）
- 無双OROCHI（宮本武蔵）

2008年
- テイルズ オブ ヴェスペリア（フレン・シーフォ）
- 無双OROCHI 魔王再臨（宮本武蔵）

2009年
- KAMEN RIDER DRAGON KNIGHT（仮面ライダーインサイザー、システム音声）

2010年
- トランスフォーマー：ウォー・オブ・サイバトロン（スタースクリーム）
- バイオハザード ダークサイド・クロニクルズ（スティーブ・バーンサイド）

2011年
- ULTIMATE MARVEL VS. CAPCOM 3（成歩堂龍一）

2012年
- Halo 4

2013年
- テイルズ オブ エクシリア（ジュード・マティス）

2014年
- パワーレンジャー・スーパーメガフォース（プリンス・ヴェッカー、ニンジャストームレッド、オペレーションオーバードライブレッド）

### 吹き替え（出演）
2005年
- 着信アリ（河合ケンジ（井田篤））

### 実写映画（出演）
2004年
- Conservative Eye for the Liberal Guy（デイヴ）

2006年
- The Great Sketch Experiment（マクギンティー）

2008年
- The Year of Getting to Know Us（その他の声）

2012年
- Janeane from Des Moines（サム）

### その他（出演）
2008年
- アドベンチャーズ・イン・ボイス・アクティング（本人出演）
- 9.11 アメリカを変えた102分（本人出演）

### テレビアニメ（スタッフ）
2004年
- こみっくパーティー（台本脚色）
- こみっくパーティーRevolution（台本脚色）

2005年
- 学園戦記ムリョウ（ADRディレクター、台本脚色）
- 高橋留美子劇場（台本、ADRディレクター※第6、8話のみ）
- NARUTO -ナルト-（音声演出、台本脚色）
- 光と水のダフネ（音声演出、台本脚色）

2006年
- 神無月の巫女（ADR台本）
- BOYS BE…（共同演出、台本脚色）
- ミュータント タートルズ（ADRボイスディレクター）

2007年
- ザ・サード 〜蒼い瞳の少女〜（共同演出、脚色）
- To Heart（共同演出、台本脚色、録音調整、MIXエンジニア）
- 流星のロックマン（台本）

2008年
- 魔法少女隊アルス（台本）

2010年
- 結界師（脚色）
- Wild Animal Baby Explorers（音声演出）

2011年
- BLEACH（台本）

2013年
- TIGER & BUNNY（台本脚色）
- ちいさなプリンセス ソフィア（音声演出）
- なんだかんだワンダー（音声演出）

### 劇場アニメ（スタッフ）
2011年
- 劇場版 NARUTO -ナルト- 疾風伝 絆（脚色）

### OVA（スタッフ）
2005年
- 低俗霊DAYDREAM（音声演出、台本脚色）

2006年
- Choose Your Own Adventure: The Abominable Snowman（音声演出）

2008年
- AIKa R-16:VIRGIN MISSION（音声演出、ADR台本）

### Webアニメ（スタッフ）
2011年
- GameStain（共同製作総指揮、脚本）

### ゲーム（スタッフ）
2006年
- .hack//G.U. Vol. 1: 再誕（音声演出、台本）

2007年
- エースコンバット6 解放への戦火（音声演出、台本）
- JEANNE D'ARC（音声演出）
- トラスティベル 〜ショパンの夢〜（音声演出、台本）

2008年
- アーマード・コア フォーアンサー（ボイスオーバーディレクター、台本）

2009年
- 天誅 4（ボイスオーバーディレクター）
- FRAGILE 〜さよなら月の廃墟〜（英語版監督）

2010年
- Fallout: New Vegas（音声演出）

2011年
- Captain America: Super Soldier（音声演出）
- 戦国BASARA3（ADR台本脚色）
- Dead or Alive Dimensions（音声演出）
- 10 Minute Solution（脚本）
- NCIS: The Game（音声演出）
- Hunted: The Demon's Forge（音声演出）
- ModNation 無限のカート王国（脚本）

2012
- Dead or Alive 5（音声スタッフ）
- バイオハザード オペレーション・ラクーンシティ（音声演出）

### 映画（スタッフ）
1997年
- Upstate（プロダクション・アシスタント）

1997年
- Thicker Than Water（プロダクション・アシスタント）

2000年
- Midnight Gospel（プロデューサー）

2001年
- Semmelweis（プロデューサー）

2002年
- Ferðin（プロデューサー）

2003年
- Fly Cherry（バジェット・スーパーバイザー）

2004年
- Conservative Eye for the Liberal Guy（共同プロデューサー、共同監督、脚本、編集）
- Savior（共同プロデューサー）

2006年
- The Great Sketch Experiment（脚本）

2011年
- That Extra Dimension（編集）

### テレビ映画（スタッフ）
2006年
- Exposing the Order of the Serpentine（脚本）

### テレビドラマ（スタッフ）
2008年
- Atom TV（脚本）

### Webドラマ（スタッフ）
2008年
- Imaginary Bitches（脚本）

### その他（スタッフ）
2008年
- Cooking to Get Lucky（脚本、監督）
- Imaginary Bitches（脚本）

2010年
- The Tastemaker（脚本）
- 9/11 State of Emergency（資料提供）

2011年
- Randy Jackson Presents America's Best Dance Crew（脚本）

2012年
- The Sing-Off（脚本、コンサルティング）